# Нетреба колюча
Нетре́ба колю́ча (Xanthium spinosum) — однорічна трав'яниста рослина родини айстрових.

## Ботанічний опис
Стебло пряме, жорстке, тонкоборозенчате, просте або гіллясте, висотою 20-100 см.
Листки ланцетні або еліптичні-ланцетні, верхівкові цільні, решта — зубчасті, зубчато-виїмчасті або трироздільні. При основі листків на стеблах сидять великі потрійні колючки.
Пиляки округлі знизу, позбавлені хвостоподібних придатків. Стовпчик несе нижче приймочки кільце вимітаючих волосків. Квітколоже заповнене лускоподібними приквітками.
Плід — 2 сім'янки у яйцеподібному навколопліднику, жовто-коричневого кольору та з коричневими шипами.

## Поширення
Походить з Південної Америки. Поширилося та натуралізувано у Європі, у тому числі в Україні, Африці, Північній Америці, помірному кліматі Азії, Австралії та Новій Зеландії.
Росте на сміттєвих місцях, уздовж доріг, на вигонах.

## Практичне використання
Молоді листки використовуються в їжу на салати і зелені юшки. В Китаї, Кореї і східній Монголії салати з нетреби готують без солі. У Середній Азії і на Кавказі для надання пікантності таким салатам додають листя дикої редьки, супріки, квасениці або щавлю.
Плоди мають у насінні близько 43% олії, яка за смаком нагадує соняшникову, а за хімічними показниками - макову. Розглядають використання нетреби як олійної рослини та промислове її вирощування та переробку. На Далекому Сході місцеве населення вживає плоди нетреби в сирому чи підсмаженому вигляді так само як насіння соняшника. Проте на відміну від останнього, оболонка нетреби набагато міцніша.

## Галерея

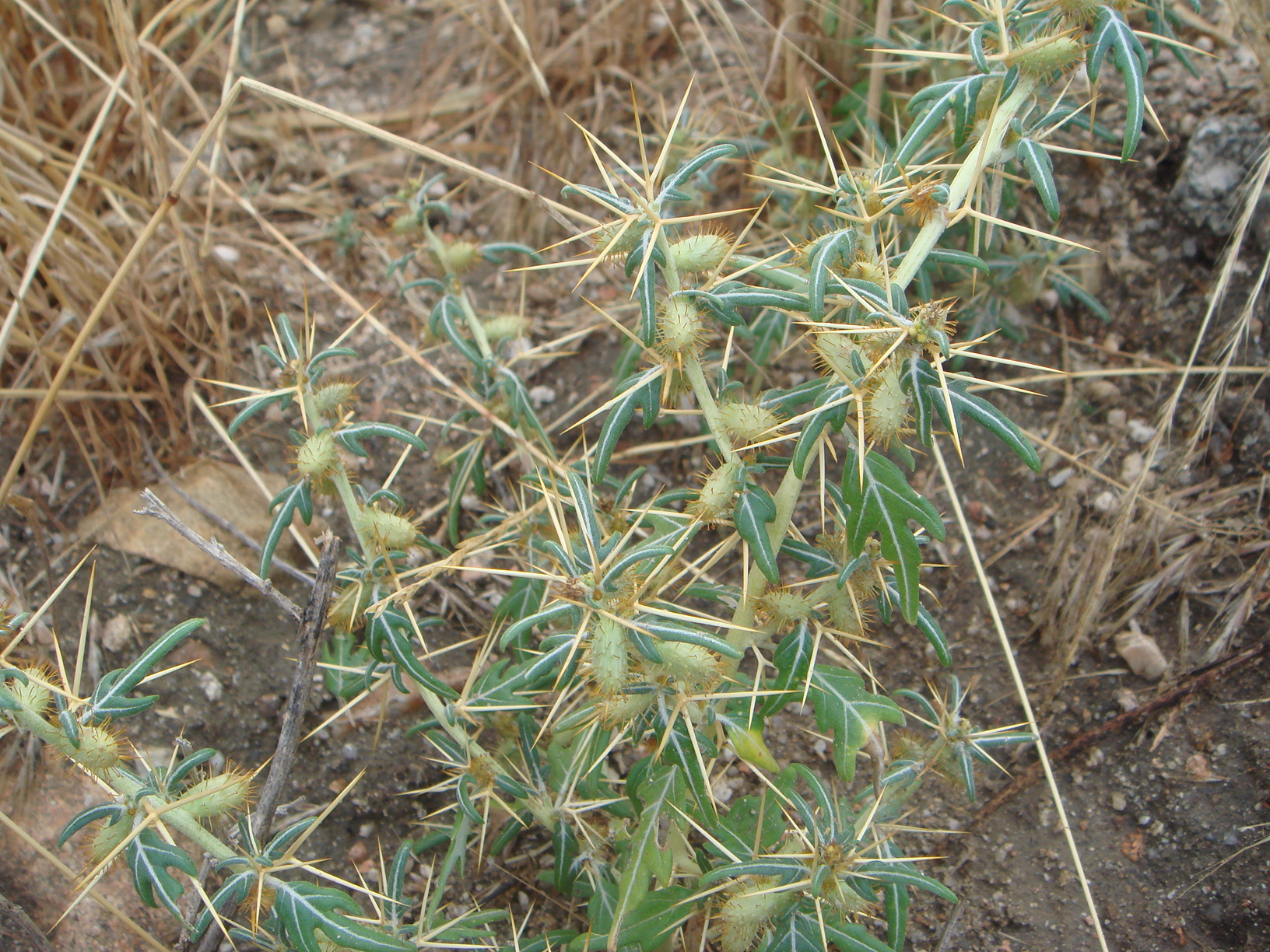
Доросла рослина
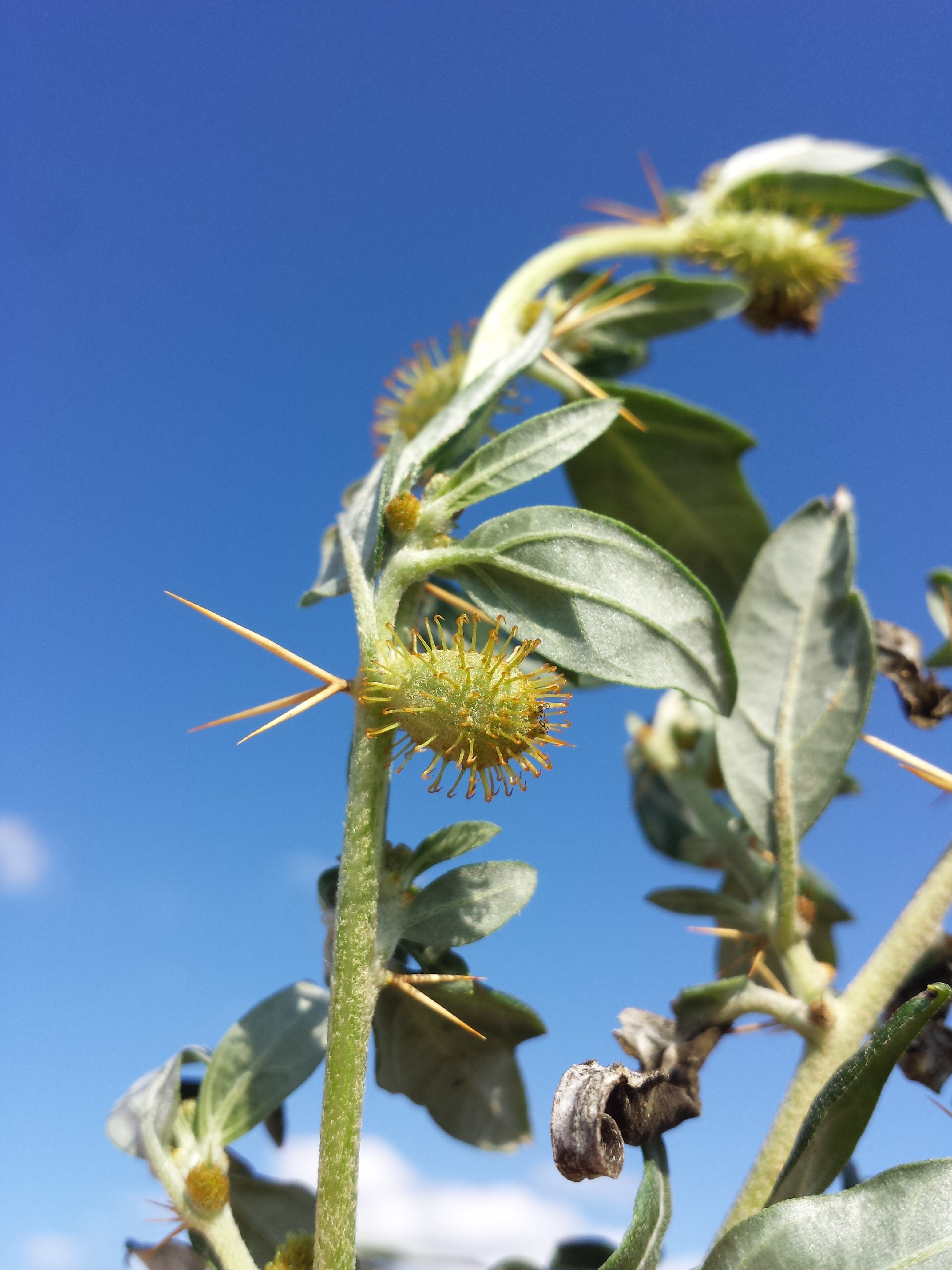
Стебло
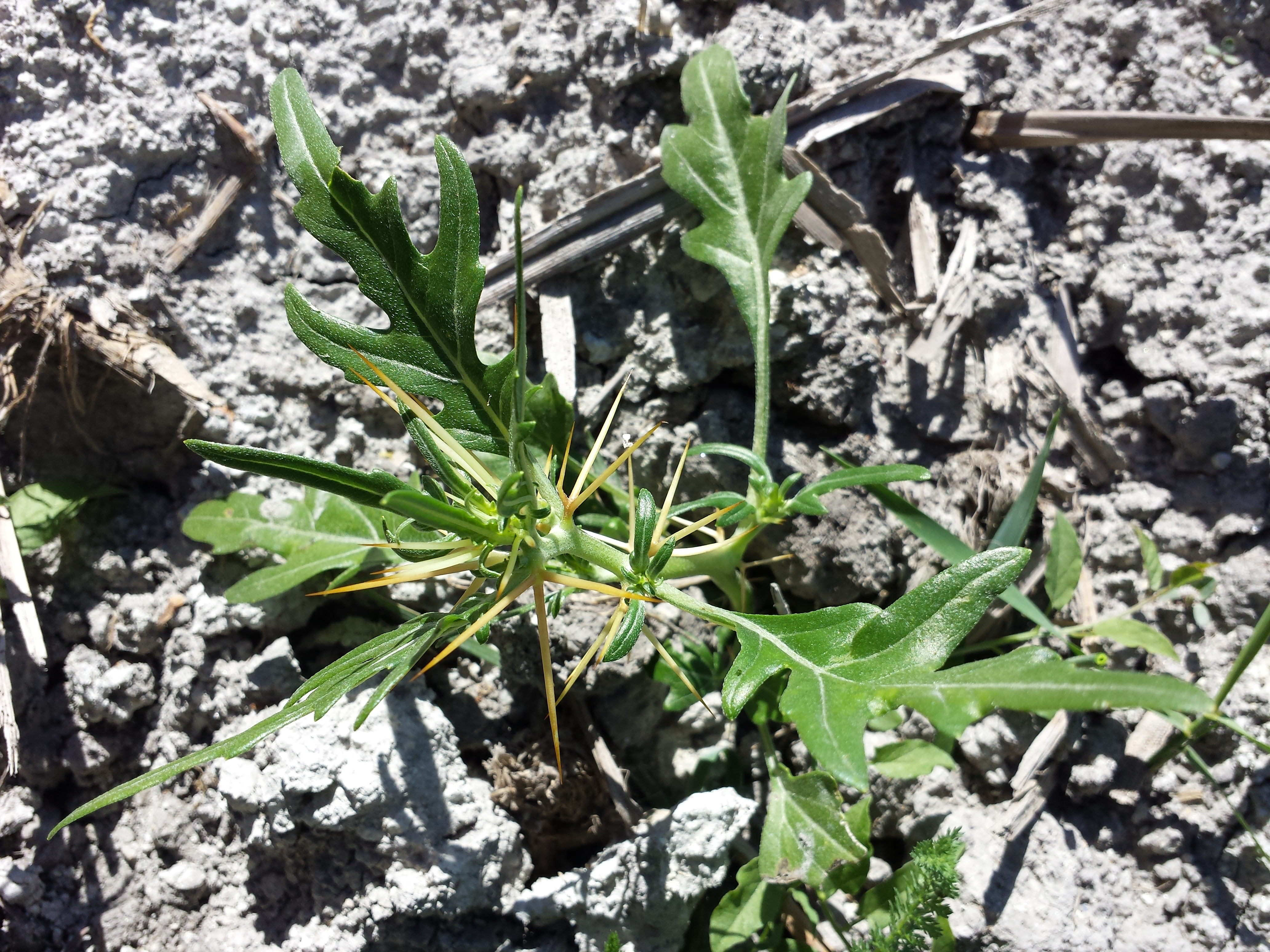
Сходи